# 5-та повітрянодесантна бригада (СРСР)
5-та пові́тряно-деса́нтна брига́да (5 пдбр) — повітряно-десантна бригада, військове з'єднання повітряно-десантних військ Радянського Союзу за часів Другої світової війни.

## Командування
- Командир:
  - полковник Родимцев Олександр Ілліч (червень 1941 — 6 листопада 1941);
  - підполковник Сидорчук Прокіп Мефодьевіч (15 квітня 1943 року — 4 жовтня 1944 року, загинув);
  - Котляров Михайло Олексійович (з 4 жовтня 1944 року);
- Військовий комісар:
  - батальйонний комісар Чернишов Федір Пилипович (1941 р.)
- Начальник штабу:
  - майор Борисов Володимир Олександрович (1941 р.)

## Відео
- Освободители. Воздушный десант (рос.)